# Uzuncaburç

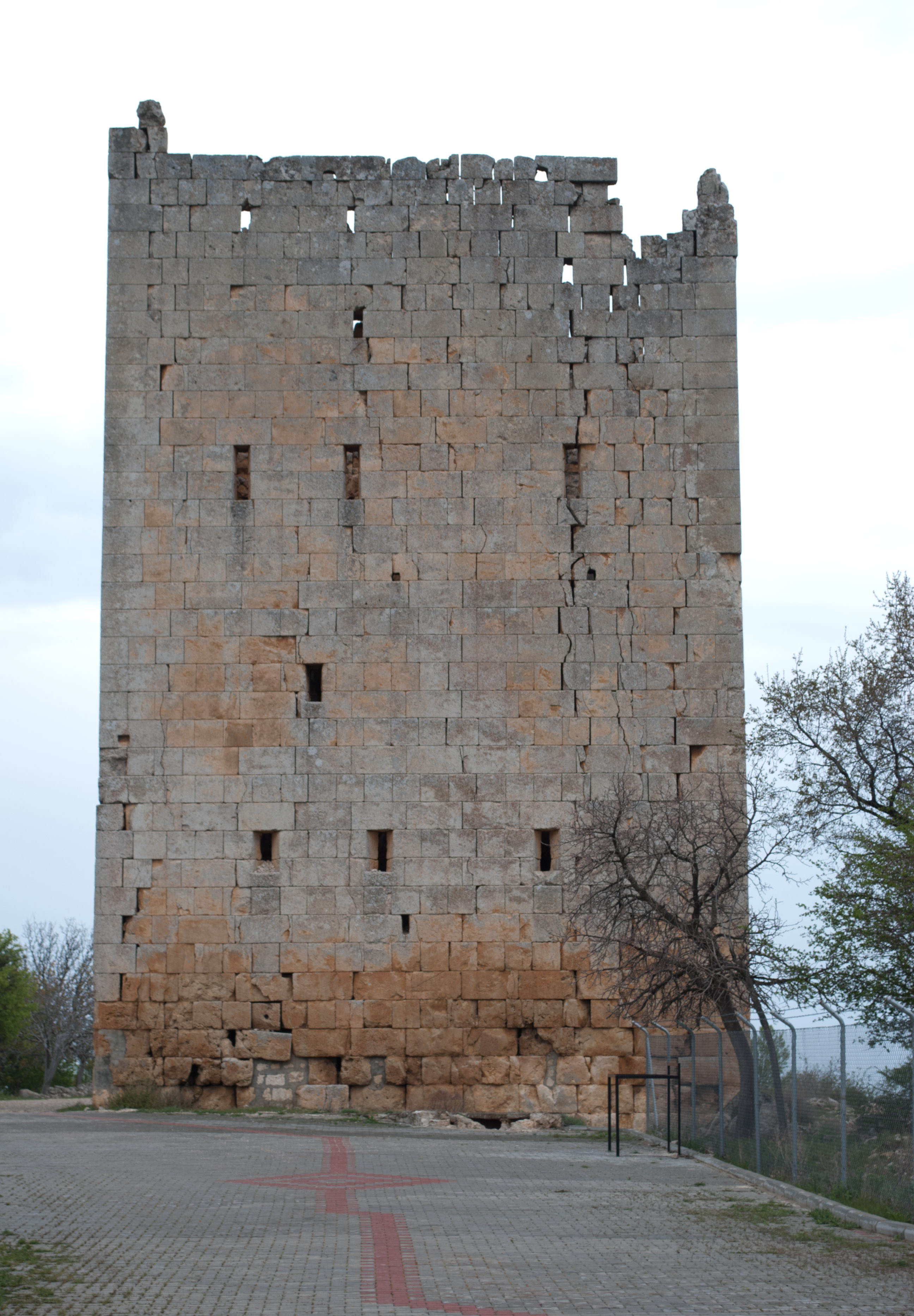
Der namensgebende hellenistische Turm

Uzuncaburç (türkisch für Hoher Turm) ist eine ehemalige Gemeinde im Landkreis Silifke der türkischen Provinz Mersin. Es liegt etwa 25 Kilometer nördlich von Silifke und 60 Kilometer westlich der Provinzhauptstadt Mersin. Seit einer Gebietsreform 2014 ist der Ort keine Gemeinde mehr, sondern ein Ortsteil der Kreisstadt Silifke.
Uzuncaburç liegt im bergigen Hinterland von Silifke, dem antiken Seleukeia am Kalykadnos. Im Ort und dem nahegelegenen Weiler Ura befinden sich die Ruinen der antiken Städte Olba und Diokaisareia. Der Name des Ortes bezieht sich auf einen hellenistischen Wohn- und Wachtturm.